# Jojje Wadenius
Carl Georg Viktor Wadenius, känd som Jojje Wadenius, född 4 maj 1945 i Kungsholms församling i Stockholm, är en svensk gitarrist, basist, kompositör, arrangör, musikproducent och sångare.

## Karriär
Wadenius är son till ingenjören Gösta Wadenius och pianisten och kapellmästaren Eva Engdahl.
Han är känd bland annat för att ha spelat i de svenska grupperna Made in Sweden och Solar Plexus samt i den amerikanska gruppen Blood, Sweat & Tears. I Sverige är han även känd för att ha sjungit och skrivit musiken till barnvisor under 1970-talet. År 1969 kom Goda' goda', hans första barnskiva med Barbro Lindgrens texter. Uppföljaren kom 1978 med Puss, puss, sant, sant, också med Lindgrens texter. År 1999 återkom Wadenius till barnvisorna och gav ut skivan Zzoppa då med texter av Kenneth Gärdestad samt 2006 med Hajar du tillsammans med James Hollingworth.
Han skrev också musiken till de animerade TV-serierna Kalles klätterträd och Farbrorn som inte vill va' stor.
Wadenius flyttade till New York 1978 och blev under 80-talets första hälft en av de 4-5 mest anlitade gitarristerna vid studio inspelningar. Han var medlem i husbandet till TV-showen Saturday Night Live från 1979 till 1985 och bjorde där framträdanden med bl.a. James Brown, Aretha Franklin, Robert Plant, Anne Murray,  Marianne Faithful, Olivia Newton-John och David Sanborn. Han turnerade 1980 med Roberta Flack och Peabo Bryson, 1981 med Luther Vandross och 1982 med Simon&Garfunkel och spelade under denna tid in plattor med bl.a. Roberta Flack, Luther Vandross, Aretha Franklin, Diana Ross ocg Dionne Warwick. Efter att ha flyttat till Montclair, NJ i 1983 ägnade han den mesta av sin professionella tid på komposition, arr och inspelning av reklammusik. Mot slutet av 80-talet spelade han alla kompgitarrer på Donald Fagens andra soloplatta, Kamakiriad. Som resultat av det blev han anlitad till att spela leadgitarr med Steely Dan 1994, vilket är dokumenterat på deras live CD, Alive in America.
Wadenius har varit en ofta anlitad studiomusiker i Sverige, USA och Norge. Där har han också producerat ett antal skivalbum med bl.a. Silje Nergaard, Jan Eggum, Anne-Grete Preuss och Sigvart Dagsland.
I mitten av 1990-talet återvände Wadenius till Skandinavien. Där har han spelat i egna band, spelat in egna skivor, producerat andra artisters album, arbetat som solist med olika storband och undervisat. Numera bor han i Oslo där han tidigare ägde inspelningsstudion Stable Studios, tillsammans med Leif Johansen. Han har också en kvartett tillsammans med Magnus Lindgren, Fredrik Jonsson och Jonas Holgersson, som spelade jazz och funk. 2004 gav de ut skivan Interloop tillsammans. Han har också gjort turnéer och skivinspelningar med Pugh Rogefeldt och Janne ”Loffe” Carlsson. Den senaste skivan som de gjorde tillsammans utkom 2008.
Han turnerar med olika artister såsom Helen Sjöholm och Martin Östergren, Per Myrberg, Kirsten Bråten Berg, Arild Andersen och Paolo Vinaccia. Han framträder också ofta gärna som trubadur med sina barnvisor. Som studiomusiker har han gjort några uppmärksammade inhopp med Backstreet Boys ("Show Me the Meaning of Being Lonely") och Kent ("Sverige").
Efter att ha spelat in sin soloskiva Reconnection 2009 har han haft ett långt samarbete med gruppen Trio X. Tillsammans med dem spelade han in plattan Psalmer samt nya arrangemang för symfoniorkester av sina barnvisor, Jojjes Klassiska Barnvisor med GSO och Trio X.
Han tog också upp bandet Cleo med Per Lindvall, Lars Larry Danielsson och Jesper Nordenström. De har spelat in två album, Cleo 2 och Cleo with friends. De turnerade också under namnet New York Connection med Lou Marini och Lew Soloff.
Wadenius har även från 2012 samarbetat med poeten Lotta Olsson. Tillsammans skrev de barnmusikalen Bakgårdens Orkester samt en revy om tryckfrihet, Prata högre, Karin!” som gick på Stadsteatern i Stockholm. Han tonsatte också 10 låtar till Lotta Olssons barnbok med existentiella frågor, Livet är nu.
Samarbetet med Lotta Olsson ledde till skapande av nya låtar med anledning av att Lottas man, Ulf Nilsson, gick bort 2021. Wadenius fru, Brit, var vid denna tidspunkt allvarligt sjuk (hon gick bort i oktober 2022). Från de nya låtarna skapades en CD och en föreställning med namn Livet är mer än bara musik, som har framförts ett flertal gånger vid Stadsteatern i Stockholm.
Wadenius har också gjort nyinspelningar av sina mest kända barnvisor och gett ut dom under namnet Jojjes Bästa Barnvisor, Vol. 1 och 2.

## Produktioner och bandmedverkan
Nedan listas grupper och konstellationer som Wadenius har ingått i:
- Stubinerna, hans första band, 1966.[3]
- Grapes of Wrath, 1967
- Made in Sweden 1968–1970[3], som han bildade tillsammans med Bosse Häggström och Slim Borgudd, alla tre var tidigare medlemmar i Lea Riders Group. Wadenius skrev den mesta av musiken till gruppens skivor: Made in Sweden (with Love), Snakes in a Hole, Live! At the "Golden Circle" och Made in England. När Wadenius återkom från USA 1976 startades gruppen upp igen i en ny konstellation, där bland andra Tommy Körberg ingick. De spelade in en skiva, Where Do We Begin.
- Solar Plexus, en grupp som startades 1971[3] efter ett samarbete på Stockholms Stadsteater med Carl-Axel och Monica Dominique. Bandet spelade in en dubbel-LP där han medverkade.
- Blood, Sweat and Tears, 1972–1975.[3] Med dem medverkade han på fyra album, New Blood, No Sweat, Mirror Image och New City.
- Saturday Night Live Band, husbandet i TV-programmet Saturday Night Live. Han var fast medlem mellan 1979 och 1985.[3]
- Cleo Bandet, med Per Lindvall, Lars Larry Danielsson och Jesper Nordenström.
- Gejoma, kammarmusikalisk jazztrio med Mattias Svensson och Jocke Ekberg.

Musik till svenska barnprogram, alla under 1970-talet
- Kråkbegravningen
- Kalles klätterträd
- Farbrorn som inte vill va' stor
- Tjejerna gör uppror

Musiker som Wadenius medverkat på skivinspelningar med
- på 1970-talet Pugh Rogefeldt, Björn J:son Lindh, Cornelis Vreeswijk, Bernt Staf och Siw Malmkvist
- På 1980- och 1990-talen diverse amerikanska artister som Grace Slick, Roberta Flack (Live & More med Peabo Bryson), Luther Vandross (Never Too Much, Busy Body, Forever, For Always, For Love), Aretha Franklin (Jump To It), Dionne Warwick (How many times can we say goodbye), Diana Ross (Swept Away), Geoffrey Osborne, Donald Fagen (Centuries End, Kamikiriad), Freddie Jackson, Steely Dan (livealbumet Alive in America), Joe Thomas (Joe) och Dr. John (Television).
- Turnéer och framträdanden under 1980-, 1990- och 2000-talen: David Sanborn, James Brown, Robert Plant, Anne Murray, Marianne Faithfull, Steely Dan, Kent, Simon and Garfunkels europaturné 1982, Lisa Ekdahl.

## Diskografi

### 1960-talet
- 1966 – Musica de Dans – Stubinerna [4]
- 1968 – Made in Sweden (with Love) – Made in Sweden
- 1969 – Snakes in a Hole – Made in Sweden
- 1969 – Goda' Goda' – Jojje Wadenius . Egen musik till Barbro Lindgrens texter.
- 1969 – Ja, dä ä dä – Pugh Rogefeldt
- 1969 – Cornelis sjunger Taube – Cornelis Vreeswijk
- 1969 – Rune at the top - Rune Gustafsson [5]

### 1970-talet
- 1970 – Live! At the "Golden Circle" – Made in Sweden
- 1970 – Made in England – Made in Sweden
- 1970 – Regnbågslandet – Made in Sweden [4]
- 1970 – Jason's fleece - Jason's Fleece [4]
- 1970 – Pughish – Pugh Rogefeldt
- 1970 – Poem, ballader och lite blues – Cornelis Vreeswijk
- 1970 – När dimman lättar – Bernt Staf
- 1971 – Ramadan – Björn J:son Lindh
- 1971 – Solar Plexus – Solar Plexus [4]
- 1971 – Monica - Monica – Monica Zetterlund [4]
- 1971 – 2:a November – November [4]
- 1971 – Best of Made in Sweden – Made in Sweden [4]
- 1971 – Huvva! – svensk folkmusik på beat – Merit Hemmingson [4]
- 1972 – New Blood – Blood, Sweat & Tears
- 1972 – Black is the Color – Joe Henderson [6]
- 1973 – No Sweat – Blood, Sweat & Tears
- 1973 – Songs – B. J. Thomas [7]
- 1974 – Longhorns & London Bridges – B. J. Thomas [7]
- 1974 – Mirror Image – Blood, Sweat & Tears
- 1975 – New City – Blood, Sweat & Tears
- 1976 – Where Do We Begin – Made in Sweden [4]
- 1976 – Funky Formula – Slim Borgudd [4]
- 1976 – The Poet – Olli Ahvenlahti [4]
- 1977 – Move – Rune Gustafsson
- 1977 – Music Band – Sansara [4]
- 1977 – It's a Long Story – Brian Chapman [4]
- 1977 – Nyspolat – Coste Apetrea [4]
- 1977 – Skuggornas tjuvstart – Pekka Pohjola [8]
- 1977 – Hoven Droven – Merit Hemmingson [4]
- 1978 – Puss, puss, sant, sant – Jojje Wadenius . Egen musik till Barbro Lindgrens texter. [4]
- 1978 – Georg Wadenius – Jojje Wadenius [4]
- 1978 – Spelar Nilsson – De gladas kapell [4]

### 1980-talet[4]
- 1980 – Live & More – Roberta Flack
- 1980 – Dreams – Grace Slick
- 1981 – Never Too Much – Luther Vandross
- 1982 – Forever, For Always, For Love – Luther Vandross
- 1983 – Busy Body – Luther Vandross
- 1983 – Get it Right – Aretha Franklin
- 1983 – Born to Love – Peabo Bryson & Roberta Flack
- 1983 – Success – The Weather Girls
- 1984 – Live from New York – Saturday Night Live Band
- 1984 – How Many Times Can We Say Goodbye – Dionne Warwick
- 1985 – Swept Away – Diana Ross
- 1985 – Passion Fruit – Ronnie Cuber
- 1985 – The Night I Fell in Love – Luther Vandross
- 1986 – Gloria Loring – Gloria Loring
- 1987 – Cleo - Jojje Wadenius
- 1987 – The Camera Never Lies – Michael Franks
- 1987 – Distant Drums – Brian Slawson
- 1987 – Family Vacation – Rosenshontz
- 1989 – Energia – Valeria Lynch
- 1989 – Collection – New York Voices

### 1990-talet[4]
- 1990 – Johnny Gill – Johnny Gill
- 1990 – En las Buenas Y en las Malas – José José
- 1990 – Lifeline – Craig Peyton
- 1991 – So Intense – Lisa Fischer
- 1991 – Hearts of Fire – New York Voices
- 1991 – That Time Again – Kevin Owens
- 1991 – Jigsaw – Jeremy Steig
- 1991 – The New Formula – Today
- 1991 – Only Human – Jeffrey Osborne
- 1991 – Make Time for Love – Keith Washington
- 1991 – Uh Oh – Rosenshontz
- 1992 – Billy the Squid – Tom Chapin
- 1992 – Junkyard – David Charles & David Friedman
- 1992 – Ese Soy Yo – Emmanuel
- 1992 – Time for Love – Freddie Jackson
- 1992 – Get Ta Know Ya Betta – M & M
- 1992 – Äppelkväll – Monica Törnell
- 1993 – Kamakiriad – Donald Fagen
- 1993 – Scene is Clean – Ronnie Cuber
- 1993 – Entering Marion – John Forster
- 1993 – Between the Lines – Marilyn Harris
- 1993 – Paul Jabara & Friends – Paul Jabara
- 1993 – Martha Wash – Martha Wash
- 1993 – In New York – The Real Thing
- 1994 – Television – Dr. John
- 1994 – Pure Pleasure – Phil Perry
- 1995 – Alive in America – Steely Dan
- 1995 – Gravity – Howard Johnson
- 1995 – Let's Dance – Sharon, Lois & Bram
- 1995 – Till alla barn
- 1996 – Cuentos de la Vecinidad – Michael Stuart
- 1996 – Mr. X – Jason Miles
- 1997 – All That I Am – Joe Thomas
- 1997 – Endless Is Love – Jon Lucien
- 1997 – This Is No Time – Groove Thing & Bill Ware
- 1997 – Night of Love – Millennia
- 1997 – Bortom det blå – Lisa Ekdahl
- 1997 – Left Turn from the Right Lane – Jojje Wadenius & Doug Katsaros. Huvudsakligen instrumentalt.
- 1998 – Traces of My Lipstick – Xscape
- 1999 – Millennium – Backstreet Boys
- 1999 – Crave – Marc Dorsey
- 1999 – Somewhere in Town – Mercedes Hall
- 1999 – Zzoppa – Egen musik till Kenneth Gärdestads texter. - Jojje Wadenius
- 1999 – Nidus – Jens Graasvold
- 1999 – Julemorgen – Nissa Nyberget

### 2000-talet[4]
- 2000 – Port of Call – Silje Nergaard
- 2000 – Djävulen & ängeln – Tomas Ledin
- 2001 – Soul Ballads – Sigvart Dagsland
- 2001 – At First Light – Silje Nergaard
- 2002 – Vapen & ammunition – Kent
- 2002 – Visor (album) – Helen Sjöholm
- 2003 – Nightwatch – Silje Nergaard
- 2003 – Irreplaceable – George Benson
- 2003 – Life – Leif Johansen
- 2003 – Taube – Per Myrberg
- 2004 – Når dagen roper – Anne Grete Preus
- 2004 – Interloop – Jojje Wadenius Band
- 2005 – Det føles bra – Jan Eggum
- 2005 – Be Still My Heart – The Essential – Silje Nergaard
- 2006 – Här är den sköna sommaren – Lill Lindfors
- 2006 – No vil eg vake med deg – Hilde Louise Asbjørnsen
- 2006 – I Let the Music Speak – Anne Sofie von Otter
- 2006 – Hajar du – James & Jojje
- 2007 – In the moment - Jazzcode
- 2007 – Hjerteknuser - Jan Eggum
- 2008 – Vinn hjärta, vinn - Pugh Rogefeldt
- 2008 – Rediscovered - Andreas Johnsson
- 2009 – Maybe what you need - Grete Svendsen
- 2009 – My heart would have a reason - Inger Marie Gundersen
- 2009 – Hjerteslag - Rita Eriksen
- 2009 – Jul på svenska – Georg Wadenius, Arild Andersen & Jan Lundgren

### 2010-talet[4]
- 2010 – All good things - Thom Hell
- 2010 – Reconnection - Jojje Wadenius
- 2010 – Euforia - Helen Sjöholm
- 2011 – Saleya - Gejoma (m Jonas Holgersson o Mattias Svensson)
- 2011 – Handmade - Emil Ernebro
- 2011 – Sjung tills du stupar - Tommy Körberg
- 2013 – Jul på Norska - Georg Wadenius, Arild Andersen, Jan Lundgren
- 2014 – Psalmer – Georg Wadenius & Trio X
- 2014 – Cleo 2 - Georg Wadenius, Per Lindvall, Lars Larry Danielsson, Jesper Nordenström
- 2014 – Tommys Jul - Tommy Körberg
- 2016 – Cleo with friends - Georg Wadenius, Per Lindvall, Lars Larry Danielsson, Jesper Nordenström
- 2016 – Norrbotten Big Band 'featuring Georg 'Jojje' Wadenius - Norrbotten Big Band
- 2016 – Farvel, Sanger ved livets Slutt - Georg Wadenius
- 2016 – Livet är nu - Jojje Wadenius
- 2016 – Jojjes Klassiska Barnvisor - Jojje Wadenius med GSO

### 2020-talet
- 2025 – Livet är mer än musik - Georg Wadenius

## Priser och utmärkelser
- 1969 – Grammis för Made in Sweden (with Love) i kategorin "Årets grupp – alla kategorier" (med Made in Sweden)
- 1970 – Grammis för Goda’ goda’ i kategorin "Årets barnproduktion" (med Barbro Lindgren)
- 1970 – Grammis för Snakes in a Hole i kategorin "Årets populärgruppsproduktion" (med Made in Sweden)
- 1999 – Grammis för Zzoppa i kategorin "Årets barn"

- 2001 – Albin Hagströms Minnespris
- 2005  – Grammis för Hajar Du med James Hollingworth i kategorin "Årets barn"
- 2010 – Cornelis Vreeswijk-stipendiet
- 2016 – Expressens Heffaklump
- 2017 – Guldkatten
- 2024 - Kungens medalj, Litteris et Artibus

Wadenius har även fått Guitar People Prize samt Olle Widestrand-priset för sina insatser som musiker och kompositör.